# Łapsze Niżne (gmina)
Łapsze Niżne – gmina wiejska w województwie małopolskim, w powiecie nowotarskim. W latach 1975–1998 gmina położona była w województwie nowosądeckim.
Siedziba gminy to Łapsze Niżne.
Według danych z 30 czerwca 2004 gminę zamieszkiwało 8746 osób.

## Struktura powierzchni
Według danych z roku 2002 gmina Łapsze Niżne ma obszar 124,79 km², w tym:
- użytki rolne: 54%
- użytki leśne: 35%

Gmina stanowi 8,46% powierzchni powiatu.

## Demografia
Dane z 31 grudnia 2014:
| Opis                              | Ogółem | Ogółem | Kobiety | Kobiety | Mężczyźni | Mężczyźni |
| --------------------------------- | ------ | ------ | ------- | ------- | --------- | --------- |
| jednostka                         | osób   | %      | osób    | %       | osób      | %         |
| populacja                         | 9200   | 100    | 4633    | 50,36   | 4567      | 49,64     |
| gęstość zaludnienia (mieszk./km²) | 73,72  | 73,72  | 37,13   | 37,13   | 36,60     | 36,60     |

## Sołectwa
Falsztyn, Frydman, Kacwin, Łapszanka, Łapsze Niżne, Łapsze Wyżne, Niedzica, Niedzica-Zamek, Trybsz.

## Sąsiednie gminy
Bukowina Tatrzańska, Czorsztyn, gmina Nowy Targ. Gmina sąsiaduje ze Słowacją.